# کاپیتان پتکو وویوودا
کاپیتان پتکو وویوودا (به بلغاری: Kapitan Petko voyvoda) یک منطقهٔ مسکونی در بلغارستان است که در توپولوفگراد واقع شده‌است.